# Krusenstern (cráter)
Krusenstern es un cráter de impacto que se encuentra en el centro del accidentado terreno de la parte sur de la cara visible de la Luna. Casi encajado en el borde este-sureste del cráter se halla Apianus. A menos de un diámetro del cráter hacia el suroeste aparece el prominente cráter Werner. Krusenstern se sitúa sobre una gran llanura circular que se extiende hacia el norte denominada Playfair G. El cráter Playfair se sitúa al noreste.
|  |

Krusenstern tiene 47 kilómetros de diámetro, y sus paredes alcanzan una altura de 1600 metros. Su borde exterior ha sido fuertemente desgastado por la erosión de sucesivos impactos, dejando un anillo irregular de elevaciones y una pared interior incisa por los citados impactos. Una pareja de cráteres unidos que incluye a Krusenstern A, se encuentra en el borde oriental. El suelo interior de Krusenstern es una planicie casi sin rasgos distintivos, únicamente marcada por unos pocos pequeños cráteres.
El cráter es de la época del Período Pre-Nectárico, de hace entre 4550 y 3920 millones de años.
Este cráter lleva el nombre de Adam Johann von Krusenstern, un explorador báltico-alemán de principios del siglo XIX al servicio del Imperio Ruso.

## Cráteres satélite
Por convención estos elementos son identificados en los mapas lunares poniendo la letra en el lado del punto medio del cráter que está más cerca de Krusenstern.
|             | \| Krusenstern \| Coordenadas \| Diámetro \| \| ----------- \| --------------------------- \| -------- \| \| A \| 26°54′S 5°54′E / -26.9, 5.9 \| 5 km \| |          |
| Krusenstern | Coordenadas | Diámetro |
| A           | 26°54′S 5°54′E / -26.9, 5.9 | 5 km     |